# Mar de Lazarev

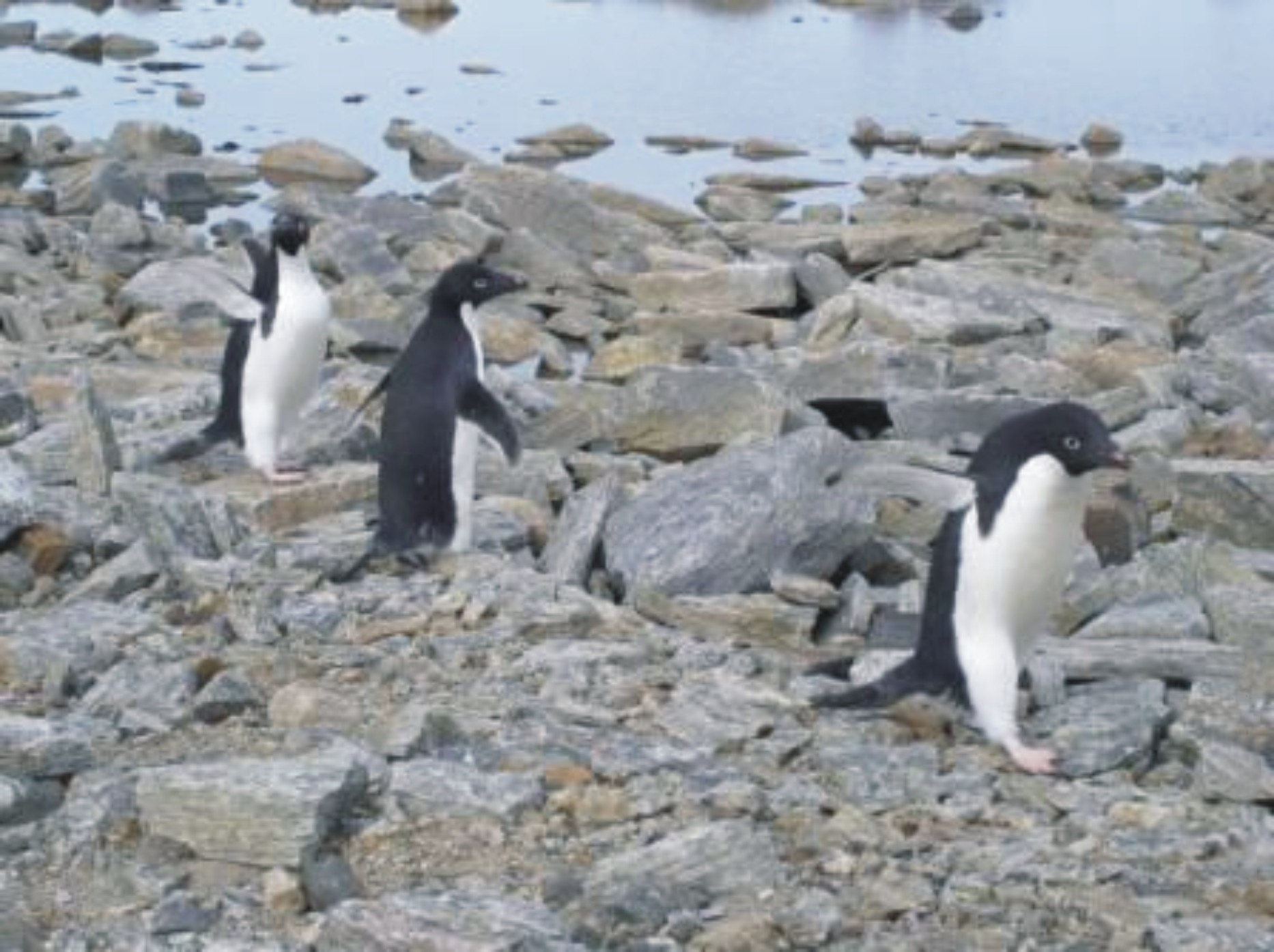
Pinguins-de-adélia próximo a Estação Novolazarevskaya

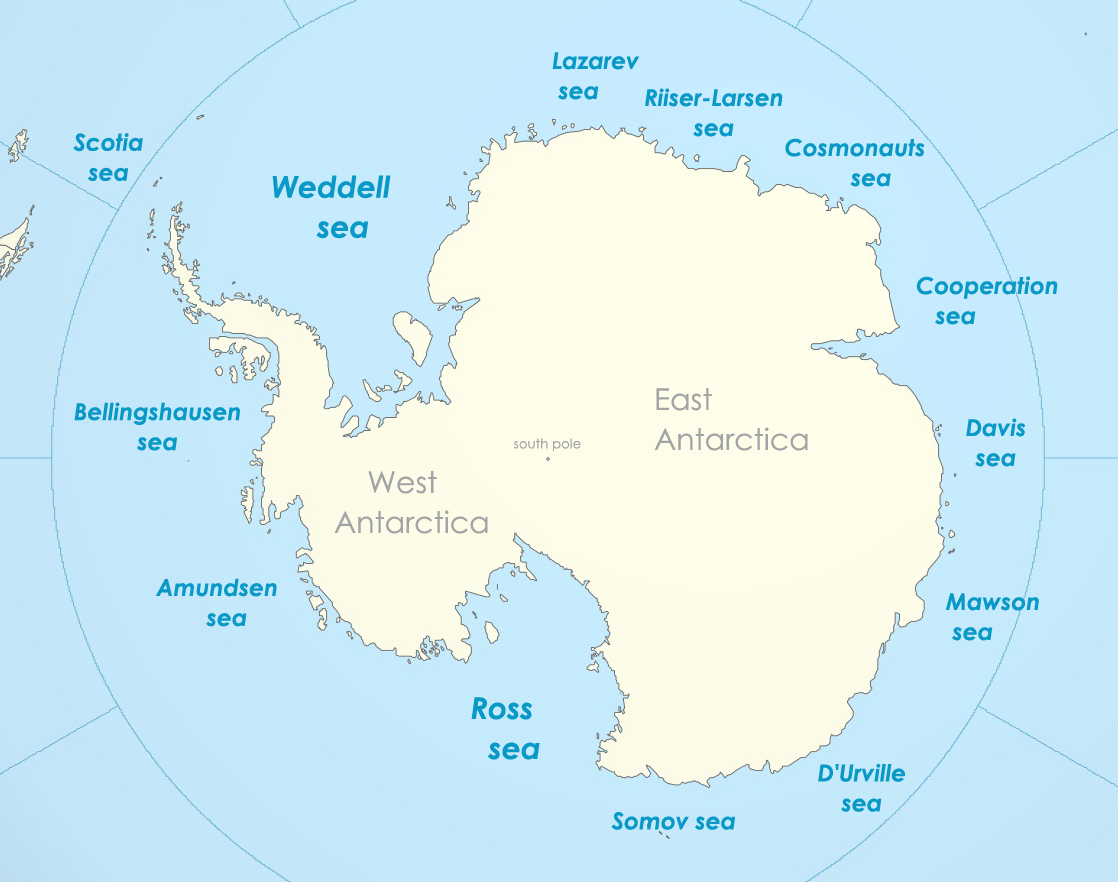
Mar de Lazarev, Oceano Antártico

O Mar de Lazarev é um mar marginal do Oceano Antártico. 

## Localização
Esta situado entre o Mar do Rei Haakon VII Sea à oeste e o Mar de Riiser-Larsen ao leste, ou entre o Meridiano Superior de 0°0' e 14°E. A profundidade predominante é de 3 000 metros e a profundidade máxima excede 4 500 metros. Se alonga sobre uma área de 929 000 km².
Ao sul do Mar de Lazarev se situa a Costa da Princesa Astrid da Terra da Rainha Maud.
O Mar de Lazarev recebeu o nome do almirante e explorador russo Mihail Petrovich Lazarev (1788-1851).